# Бразилско морско свинче
Бразилско морско свинче, още бразилска свиня (Cavia aperea), е вид гризач от семейство Морски свинчета (Caviidae). Видът не е застрашен от изчезване.

## Разпространение и местообитание
Разпространен е в Аржентина, Боливия, Бразилия, Венецуела, Гвиана, Еквадор, Колумбия, Парагвай, Перу, Суринам и Уругвай.
Обитава гористи местности, планини, възвишения, ливади, храсталаци, савани и плата в райони с тропически климат.

## Описание
Теглото им е около 524,4 g.
Продължителността им на живот е около 6 години. Популацията на вида е стабилна.